# Bradina diagonalis
Bradina diagonalis là một loài bướm đêm trong họ Crambidae.